# کلده ۳۱۳
سیارک ۳۱۳ (به انگلیسی: 313 Chaldaea) سیصد و سیزدهمین سیارک کشف شده‌است که در ۳۰ اوت ۱۸۹۱ و در وین کشف شد.
قدر مطلق سیارک برابر ۸٫۹۰ است.